# Кягытхане (река)
Кягытхане (Кяатхане, тур. Kâğıthane Deresi) — река на полуострове Пашаэли в европейской части Турции, в Восточной Фракии, на территории провинции Стамбул. Впадает в северную часть бухты Золотой Рог пролива Босфор.
В античное время известна как Варвизес (Варвиз, Варвица, Вафирс, лат. Barbyses, греч. Βαρβύσης). Через неё был перекинут построенный Юстинианом мост, ведший в Константинополь. В позднее средневековье получила название Кягытхане (буквально «Дом бумаги», то есть бумажная фабрика) бывшей здесь при султане Селиме бумажной фабрики.

## Пресные воды Европы

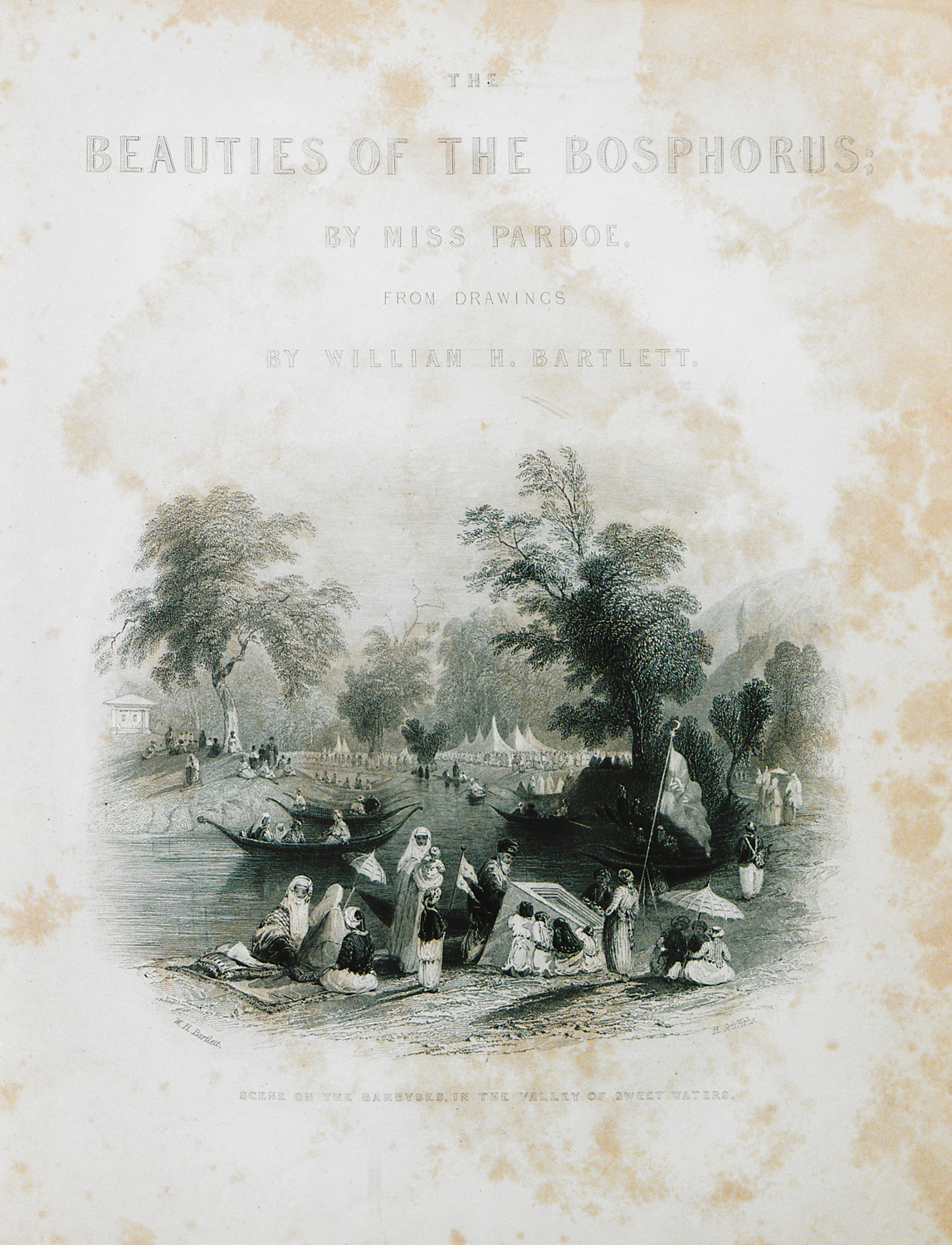
Сцена на Варвизес в долине Пресных вод. Иллюстрация Уильяма Генри Бартлетта из книги Джулии Пардо, 1839 год

Среди европейцев место впадения в Босфор рек Алибей (Кидар) и Кягытхане (Варвизес) было известно как Сладкие (пресные) воды Европы (фр. Les eaux douces d'Europe). В так называемую эпоху тюльпанов при великом визире Дамаде Ибрагим-паше и султане Ахмеде III на реке Варвизес была построена плотина, а берега образовавшегося пруда, а также берега рек были одеты мрамором и застроены красивыми дворцами. Пресные воды Европы как и Пресные воды Азии (устье рек Гёксу и Кючюксу) в османскую эпоху стали излюбленным местом стамбульцев для гуляний.
Константин Базили описал вывод лошадей в Кягытхане:
Но в весенние месяцы гуляние у Пресных вод запрещено; в день св. Георгия выводят лошадей из султанских конюшен на подножный корм в жирные пажити Кеат-хане. Болгары-пастухи, живущие в гористой Фракии, приходят на эту пору в Стамбул хранить дорогих коней султана. <…> В прежние годы выход лошадей в Кеат-хане был одним из первых церемониалов турецкого двора; многочисленные чины шталмейстерской и егермейстерской части, множество других офицеров Сераля в богатых парадных костюмах, серальские шуты в чудных своих нарядах, и лошади в золотых попонах и с головами убранными перьями, стразами и блестками, составляли бесконечно пестрое и живописное шествие; лошадей было до 2000; те, которые служили собственно для султана, были отправляемы ночью, чтобы не подвергнуться огласке.

## Дворец Саадабад
В 1722 году на реке Кягытхане построен летний дворец Саадабад (Sadabad Sarayı) по мотивам планов привезённых послом Мехмедом Йермисекизом Челеби. Первый дворец Саадабад разрушен во время восстания Патрона Халила в 1730 году. Султан Махмуд I отремонтировал дворец, но не использовал его. В 1808 году при султане Махмуде II здесь был принят так называемый «союзный пакт». В 1809 году султан Махмуд II приказал снести дворец и построить новый. Второй дворец Саадабад построен в 1816 году. После гибели «любимой одалыки, предмета сильнейшей его страсти», которая утонула в одном из прудов, Махмуд II «получил отвращение к долине Пресных вод, в которую после того он перестал ездить». В 1862—1863 годах построена загородная резиденция султана Абдул-Азиза — третий дворец Саадабад. В 1917—1928 годах здесь был приют для девочек, в котором выросла певица Сафие Айла. В 1943 году дворец Саадабад был снесён, на его месте в 1952 году построено новое здание, которая с 1998 года использовалось как здание муниципалитета Кягытхане.